# Karl Blind

Karl Blind

Karl Blind (* 4. September 1826 in Mannheim; † 31. Mai 1907 in London) war ein deutscher Revolutionär, Publizist und Journalist.

## Leben
Karl Blinds demokratische Gesinnung entstand während seiner Studienzeit an den Universitäten von Bonn und Heidelberg. Angeregt von der Französischen Revolution sah er eine vollständige Veränderung der politischen Gegebenheiten, deren Resultat ein vereinigtes und demokratisches Deutschland sein sollte, für notwendig an. Er schloss sich 1844 der Alten Heidelberger Burschenschaft Allemannia, 1845 der Burschenschaft Neckarbund Heidelberg und 1846 der Burschenschaft Allgemeinheit Bonn an.
Die Ergebnisse der Arbeit des Frankfurter Vorparlaments während der Revolution von 1848 erschienen ihm in dieser Hinsicht nicht ausreichend; aus diesem Grunde schloss er sich im Frühjahr 1848 zunächst Friedrich Hecker, dann Gustav Struve in der Badischen Revolution an. Er geriet beim Struve-Putsch in Gefangenschaft, wurde zu acht Jahren Festungshaft verurteilt und in der Festung Rastatt inhaftiert. Seine Haftzeit endete jedoch bereits im folgenden Jahr, als die Besatzung von Rastatt am 11. Mai 1849 meuterte und die politischen Gefangenen, mit denen die aufständischen Soldaten sympathisierten, freiließ.
Der revolutionäre Landesausschuss, der nach der Flucht des Großherzogs Leopold die Regierungsgewalt in Baden übernommen hatte, entsandte Blind nach Paris, wo er die Unterstützung des Präsidenten Louis Napoléon für die Revolution in Baden erwirken sollte. Ihm wurde jedoch am 13. Juni 1849 vorgeworfen, sich mit Alexandre Ledru-Rollin gegen Louis Napoléon verschworen zu haben, was zu seiner Ausweisung aus Frankreich führte.
Blind hielt sich nach der Ausweisung aus Frankreich und dem Scheitern der Revolution in Baden mit seiner Familie zunächst in Belgien auf, ehe er sich 1852 in London niederließ. Mit Schriften setzte er sich weiterhin für seine demokratischen und republikanischen Ideale ein und stand in Verbindung zu zahlreichen Gleichgesinnten in ganz Europa, darunter Giuseppe Mazzini, Giuseppe Garibaldi, Lajos Kossuth und Louis Blanc. Er äußerte sich zu Konflikten und Freiheitsbewegungen, wobei er etwa die Sache der Nordstaaten im Amerikanischen Bürgerkrieg unterstützte und die der Polen im Januaraufstand gegen Russland 1863.
In seiner Londoner Zeit war Karl Blind äußerst aktiv als Autor auf diversen Gebieten; er verfasste Bücher über Politik, Geschichte, Mythologie, deutsche und indische Literatur und Biografien. Daneben war er als Korrespondent für mehrere deutsche Zeitungen tätig. 1907 verstarb Blind in seinem Haus in Hampstead an Herzversagen.
Karl Blind war der Stiefvater von Ferdinand Cohen-Blind, der 1866 ein erfolgloses Attentat auf Otto von Bismarck verübte, und von Mathilde Blind, die sich in England einen Namen als Dichterin machte. Karl Blinds Bruder Valentin war ebenfalls Burschenschafter und war ebenfalls an der Märzrevolution von 1848/1849 beteiligt.

## Ehrungen
Im Mannheimer Stadtteil Almenhof wurde 1948 eine Straße nach Karl Blind benannt.

## Werke
- Gedenk-Blatt zur Erinnerung an Robert Blum. o. O. 1849
- Schiller. A scetch of his career and works. Fidelio Hollinger, London 1859
- Ueber Staat und Nationalität. Leipzig und London, 1859
- Gedenk-Blatt zur Erinnerung an Robert Blum und andere Blutzeugen der deutschen Volkssache den Manen der hingerichteten Gesinnungsgenossen gewidmet. London 1860
- Die flämische Sprachbewegung in Belgien. London 1860
- Vier Punkte (Dem neuen Abgeordnetenhaus gewidmet.). (London) (1860) Digitalisat
- Russlands Herrschaftsplane und seine Kaukasischen Kriege. London 1860
- Russische Leibeigenschaft und moderne russische Entwicklung. London 1860
- Der Vorschlag der ‚Ersten Theilung‘ Deutschlands. Ein Sendschreiben. London 1860
- ‚They shall remain together‘; an outline of the state of things in Schleswig-Holstein.  Trübner & Co., London 1861 Digitalisat
- Deutschland und Ungarn. Gegen Kossuth's Plan einer Donau-Konföderation. Trübner & Co., London 1862 (Flugblätter des Vereins ‚Deutsche Einheit und Freiheit‘ in England 6)
- Dänemark und die deutsche Volkspartei. London 1862 (Flugblätter des Vereins ‚Deutsche Einheit und Freiheit‘ in England 11) Digitalisat
- Antwort an einen Tschechen. Ein Beitrag zur Nationalitätenfragen. Hasskerl, London und Hamburg 1861 Digitalisat
- Sie sollen zusammenbleiben ewig und ungetheilt. Eine kurze Darstellung der Zustände in Schleswig-Holstein. Haßkerl, Hamburg 1861 (Flugblätter des Vereins ‚Deutsche Einheit und Freiheit‘  in England Nr. 2)
- Germany and the Schleswig Holstein Question. Letter to Mr. M. Adam at Glasgow. London 1862 Digitalisat
- Der Deutsche Eidgenosse. Hrsg. unter Mitwirkung von Karl Blind, Ludwig Feuerbach, Ferdinand Freiligrath u. a. für den „Verein Deutsche Freiheit und Einheit“ London und Hamburg 1865–1867 (Reprint Auvermann, Glasshütten 1973) 1865 Digitalisat
- Schleswig-Holstein, Poland and Italy : A letter from Karl Blind to messrs John McAdam and Robert McTear. Trübner & Co., London 1864 (Pamphlets of the „Society German Union and Freedom in England“ No. 20)
- A Defence of the German cause containing letters adressed to Mr. M' Tear of Glasgow, and to the North British Daily Mail. Glasgow 1870
- Karl Blind; Ferdinand Freiligrath; Eduard Bronner: Au peuple français et à son Assemblée nationale. Londres 1871
- Zur Geschichte der republicanischen Partei in England. Stilke, Berlin 1873
- Fire-burial among our Germanic forefathers. A record of the poetry and history of Teutonic cremation. Reprinted (by permission) from Fraser's Magazine, with some additions. London 1875
- The life and lays of Ferdinand Freiligrath. Spottiswoode, London 1876 (Aus: Fraser’s magazine)
- Lücken in Garibaldi's Denkwürdigkeiten.  Verlag von L. Ehlemann, Dresden 1888 (Sonderabdruck aus: Magazin für die Litteratur des In- und Auslandes)
- Ein Franzose vor dreihundert Jahren über Rußland. Berlin 1893 (Deutsche Revue)
- Alte Erinnerungen an das Elsass. Berlin 1902 (Berliner Tageblatt No. 40)
- Die badisch-pfälzische Gesandtschaft in Paris im Jahre 1849. Erinnerungen aus der Sturm- und Drangzeit. o. O. (1902)